# Ratten (Štýrsko)

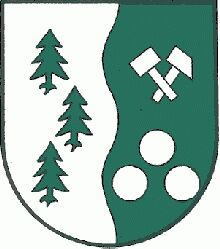
Znak obce Ratten

Ratten je obec, která se rozkládá v okresu Weiz, ve spolkové zemi Štýrsko v Rakousku. V lednu 2016 zde žilo 1178 obyvatel.

## Popis
Území obce má rozlohu 28,8 km². Rozkládá se na severu okresu, zhruba 25 km od okresního města, v horní části údolí Feistritztal. V údolí řeky Feistritz je nadmořská výška zhruba od 700 až do 850 m. Směrem na sever ale výška stoupá a na vrcholku hory Pretul dosahuje až 1656 m n. m.
Obec je tvořena dvěma místními částmi, jimiž jsou: Grubbauer (387) a Kirchenviertel (793). V závorkách je počet obyvatel v lednu 2015.

## Sousedé
Sousedními obcemi Rattenu jsou: Rettenegg na východě, Strallegg na jihu, Fischbach a St. Kathrein am Hauenstein na západě. Sankt Jakob im Walde na jihovýchodě a Langenwang na severozápadě.

## Doprava

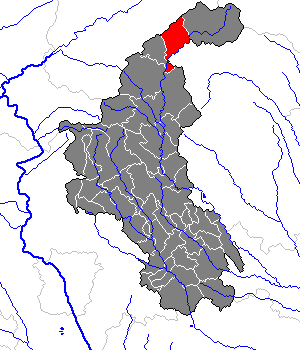
Poloha obce Ratten v okresu Weiz

Podél okraje území obce prochází Zemská silnice B72 (Weizer Straße), kterou je spojení s okresním městem Weiz na jihu anebo na severu možnost napojení na rychlostní silnici S6 - Semmering-Schnellstraße.

## Zajímavosti
- Růžencová kaple (Rosenkranzkapelle) z roku 1664,
- Museum hornictví "Bergbau Ratten"
- Museum dechové hudby (Blasmusikmuseum) Ratten

## Externí odkazy

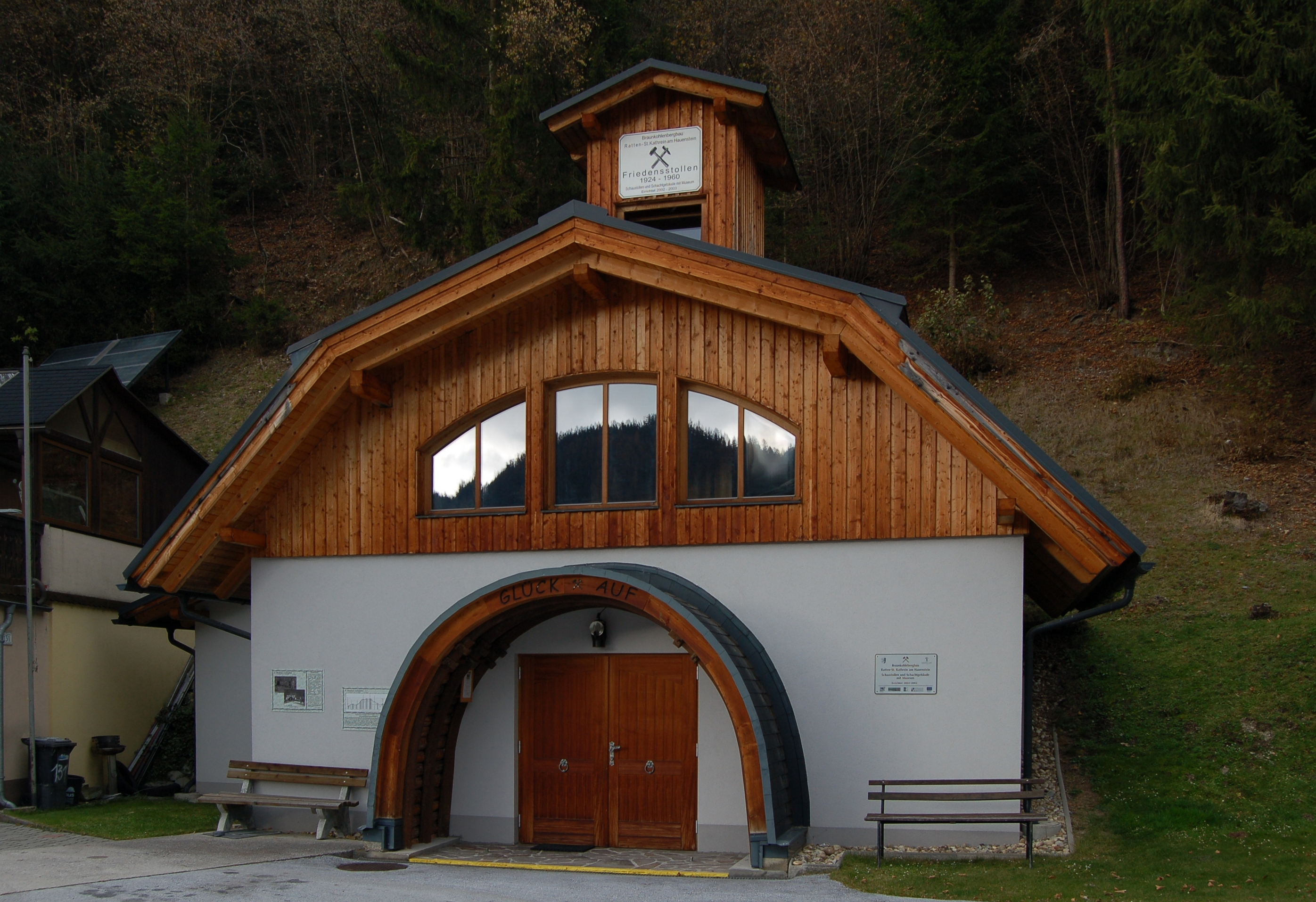
Museum hornictví v Rattenu